# Campeonato de Primera B Nacional 1999-00
El Torneo Primera B Nacional 1999-00 fue la decimocuarta temporada de la categoría. Este torneo tuvo como principal modificación que se agregó la disputa de dos promociones contra equipos de Primera División, con lo que se aumentaron las posibilidades de ascenso. 
Tuvo dos grupos, Interior y Metropolitana, de los que se clasificaron los dos primeros de cada uno para disputar el cuadrangular que consagró al campeón. Los equipos que estaban ubicados del tercer al sexto puesto de cada zona jugaron por el segundo ascenso.
En el torneo se incorporaron Huracán y Platense (descendidos de Primera División); Argentino (Rosario) (campeón de Primera B Metropolitana), Racing (Córdoba) y Independiente Rivadavia (Mendoza) (campeones del Torneo Argentino A), Temperley (ascendió por medio del "Torneo Reducido" de Primera B Metropolitana) y Villa Mitre (Bahía Blanca) (ganador del Reclasificatorio disputado entre los dos equipo con peor promedio de la zona Interior, de la temporada anterior, y Gral. Paz Juniors).
El campeón fue Huracán, al ganarle la final del cuadrangular a Quilmes, que perdió además dos finales más para ascender a Primera División: segundo ascenso y promoción.

## Ascensos y descensos
| Torneo          | Descendidos de la Primera B Nacional 1998-99 |
| --------------- | -------------------------------------------- |
| Argentino A     | Douglas Haig                                 |
| Argentino A     | Huracán Corrientes                           |
| B Metropolitana | Atlanta                                      |
| B Metropolitana | Estudiantes (BA)                             |

| Torneo          | Ascendidos a la B Nacional 1999-00 |
| --------------- | ---------------------------------- |
| Argentino A     | Independiente Rivadavia            |
| Argentino A     | Racing (Córdoba)                   |
| Argentino A     | Villa Mitre                        |
| B Metropolitana | Argentino de Rosario               |
| B Metropolitana | Temperley                          |

| Pos.      | Ascendidos a la Primera División 1999-00 |
| --------- | ---------------------------------------- |
| Campeón   | Instituto                                |
| Gan. Red. | Chacarita Juniors                        |

| Prom. | Descendidos de la Primera División 1998-99 |
| ----- | ------------------------------------------ |
| 19.º  | Platense                                   |
| 20.º  | Huracán                                    |

- De esta manera, el número de equipos aumentó a 34.

## Equipos participantes
| Equipo                  | Ciudad                 | Estadio                           | Capacidad |
| ----------------------- | ---------------------- | --------------------------------- | --------- |
| Aldosivi                | Mar del Plata          | José María Minella                | 35 354    |
| All Boys                | Buenos Aires           | Islas Malvinas                    | 21 500    |
| Almagro                 | José Ingenieros        | Tres de Febrero                   | 19 000    |
| Almirante Brown (A)     | Arrecifes              | Municipal de Arrecifes            | 12 000    |
| Arsenal                 | Sarandí                | Julio Humberto Grondona           | 16 300    |
| Argentino               | Rosario                | José Martín Olaeta                | 6800      |
| Atlético de Rafaela     | Rafaela                | Nuevo Monumental                  | 26 660    |
| Atlético Tucumán        | San Miguel de Tucumán  | Monumental José Fierro            | 32 700    |
| Banfield                | Banfield               | Florencio Sola                    | 34 900    |
| Central Córdoba (R)     | Rosario                | Gabino Sosa                       | 18 000    |
| Cipolletti              | Cipolletti             | La Visera de Cemento              | 12 000    |
| Defensa y Justicia      | Florencio Varela       | Norberto Tomaghello               | 20 000    |
| Deportivo Español       | Buenos Aires           | Nueva España                      | 32.500    |
| El Porvenir             | Gerli                  | Enrique de Roberts                | 14.000    |
| Deportivo Morón         | Morón                  | Francisco Urbano                  | 20 000    |
| Gimnasia y Esgrima      | Concepción del Uruguay | Manuel y Ramón Núñez              | 15.000    |
| Gimnasia y Tiro         | Salta                  | Gigante del Norte                 | 25.000    |
| Godoy Cruz              | Godoy Cruz             | Feliciano Gambarte                | 15 000    |
| Huracán                 | Buenos Aires           | Tomás Adolfo Ducó                 | 48 314    |
| Independiente Rivadavia | Mendoza                | Bautista Gargantini               | 24.000    |
| Juventud Antoniana      | Salta                  | Padre Ernesto Martearena          | 20.400    |
| Los Andes               | Lomas de Zamora        | Eduardo Gallardón                 | 36 942    |
| Nueva Chicago           | Buenos Aires           | República de Mataderos            | 25 000    |
| Olimpo                  | Bahía Blanca           | Roberto Natalio Carminatti        | 15 000    |
| Platense                | Vicente López          | Ciudad de Vicente López           | 31 030    |
| Quilmes                 | Quilmes                | Centenario Dr. José Luis Meiszner | 30 200    |
| Racing                  | Córdoba                | Miguel Sancho                     | 15.000    |
| San Martín (M)          | San Martín             | General San Martín                | 8782      |
| San Martín (SJ)         | San Juan               | Ingeniero Hilario Sánchez         | 19 500    |
| San Martín (T)          | San Miguel de Tucumán  | La Ciudadela                      | 26 500    |
| San Miguel              | San Miguel             | Malvinas Argentinas               | 6800      |
| Temperley               | Turdera                | Alfredo Beranger                  | 18 000    |
| Tigre                   | Victoria               | José Dellagiovanna                | 26 282    |
| Villa Mitre             | Bahia Blanca           | El Fortín                         | 12.000    |

### Distribución geográfica de los equipos
| Región                                   | Cant. | Equipos |
| ---------------------------------------- | ----- | --- |
| Conurbano bonaerense                     | 12    | Almagro, Arsenal, Banfield, Defensa y Justicia, Deportivo Morón, El Porvenir, Los Andes, Platense, Quilmes, San Miguel, Temperley y Tigre |
| Interior de la provincia de Buenos Aires | 4     | Aldosivi, Almirante Brown (A), Olimpo y Villa Mitre                                                                                       |
| Ciudad de Buenos Aires                   | 4     | All Boys, Deportivo Español, Huracán y Nueva Chicago                                                                                      |
| Provincia de Santa Fe                    | 3     | Argentino (R), Atlético de Rafaela y Central Córdoba (R)                                                                                  |
| Provincia de Mendoza                     | 3     | Godoy Cruz, Independiente Rivadavia y San Martín (M)                                                                                      |
| Provincia de Tucumán                     | 2     | Atlético Tucumán y San Martín (T) |
| Provincia de Salta                       | 2     | Gimnasia y Tiro y Juventud Antoniana |
| Provincia de Córdoba                     | 1     | Racing (C) |
| Provincia de Entre Ríos                  | 1     | Gimnasia y Esgrima (CdU) |
| Provincia de Río Negro                   | 1     | Cipolletti |
| Provincia de San Juan                    | 1     | San Martín (SJ) |

## Formato

### Competición
Los 34 equipos de la categoría fueron divididos en 2 zonas, una de 16 equipos conformada por equipos indirectamente afiliados, y otra de 18 equipos, conformada por directamente afiliados a la AFA. Cada zona disputó un torneo de 30 y 34 fechas, respectivamente, por el sistema de todos contra todos a dos ruedas, ida y vuelta.

### Ascensos
Los equipos que finalizaron en los dos primeros lugares de cada uno de los grupos clasificaron a un cuadrangular, cuyo ganador se consagró campeón y ascendió a la Primera División.
Por otro lado, los 4 equipos mejor ubicados en cada zona, excluyendo a los clasificados al cuadrangular, disputaron desde octavos de final un Torneo reducido por eliminación directa, al que en cuartos de final se sumaron los equipos que habían quedado afuera del cuadrangular en las semifinales del mismo y en semifinales el perdedor de la final por el campeonato. El ganador del Torneo reducido ascendió junto con el campeón, mientras que el perdedor de la final disputó la Promoción contra un equipo de Primera División
A su vez, se elaboró una tabla que calculaba el porcentaje de puntos que todos los equipos clasificados a esta fase (el Cuadrangular Final y el Reducido) habían obtenido a lo largo del torneo. El equipo mejor ubicado en esa tabla, descontando a los ya ascendidos y al perdedor de la final del Reducido, jugó la otra Promoción.

### Descensos
Fueron definidos mediante una tabla de promedios determinados por el cociente entre los puntos obtenidos y los partidos jugados en la primera fase de las tres últimas temporadas. Había dos tablas, una por cada afiliación. Los equipos que ocuparon los cuatro últimos puestos de la tabla correspondiente a los equipos metropolitanos descendieron a la Primera B Metropolitana, mientras que los equipos ubicados en los últimos dos lugares de la tabla correspondiente a los equipos del interior disputaron un Torneo Reclasificatorio con dos equipos del Torneo Argentino A, que entregó un cupo en el siguiente torneo.

## Clasificación Zona Interior y Metropolitana

### Interior
| Pos  | Equipo                   | Pts | PJ | PG | PE | PP | GF | GC | Dif |
| ---- | ------------------------ | --- | -- | -- | -- | -- | -- | -- | --- |
| 1.º  | Atlético de Rafaela      | 51  | 30 | 16 | 3  | 11 | 42 | 35 | 7   |
| 2.º  | San Martín (M)           | 50  | 30 | 14 | 8  | 8  | 45 | 31 | 14  |
| 3.º  | San Martín (SJ)          | 49  | 30 | 13 | 10 | 7  | 41 | 32 | 9   |
| 4.º  | Gimnasia y Esgrima (CdU) | 47  | 30 | 13 | 8  | 9  | 40 | 32 | 8   |
| 5.º  | Juventud Antoniana       | 46  | 30 | 14 | 4  | 12 | 44 | 43 | 1   |
| 6.º  | Independiente Rivadavia  | 45  | 30 | 13 | 6  | 11 | 53 | 53 | 0   |
| 7.º  | Godoy Cruz               | 43  | 30 | 12 | 7  | 11 | 42 | 37 | 5   |
| 8.º  | Villa Mitre              | 41  | 30 | 11 | 8  | 11 | 39 | 34 | 5   |
| 9.º  | Olimpo                   | 41  | 30 | 10 | 11 | 9  | 42 | 43 | -1  |
| 10.º | Gimnasia y Tiro (S)      | 40  | 30 | 11 | 7  | 12 | 41 | 43 | -2  |
| 11.º | Almirante Brown (A)      | 40  | 30 | 10 | 10 | 10 | 40 | 42 | -2  |
| 12.º | Racing (C)               | 38  | 30 | 9  | 11 | 10 | 44 | 44 | 0   |
| 13.º | Aldosivi                 | 31  | 30 | 7  | 10 | 13 | 38 | 47 | -9  |
| 14.º | Atlético Tucumán         | 29  | 30 | 10 | 8  | 12 | 39 | 34 | 5   |
| 15.º | San Martín (T)           | 28  | 30 | 6  | 10 | 14 | 25 | 46 | -21 |
| 16.º | Cipolletti               | 23  | 30 | 5  | 11 | 14 | 26 | 45 | -19 |

|  |                                 |
|  | Clasificados a la final.        |
|  | Jugaron por el segundo ascenso. |

### Metropolitana
| Pos  | Equipo              | Pts | PJ | PG | PE | PP | GF | GC | Dif |
| ---- | ------------------- | --- | -- | -- | -- | -- | -- | -- | --- |
| 1.º  | Huracán             | 64  | 34 | 18 | 10 | 6  | 71 | 38 | 33  |
| 2.º  | Quilmes             | 63  | 34 | 17 | 12 | 5  | 62 | 42 | 20  |
| 3.º  | Los Andes           | 63  | 34 | 16 | 15 | 3  | 47 | 31 | 16  |
| 4.º  | Almagro             | 62  | 34 | 17 | 11 | 6  | 72 | 42 | 30  |
| 5.º  | Banfield            | 59  | 34 | 18 | 8  | 8  | 48 | 28 | 20  |
| 6.º  | Arsenal             | 55  | 34 | 14 | 13 | 7  | 47 | 32 | 15  |
| 7.º  | Defensa y Justicia  | 52  | 34 | 13 | 13 | 8  | 47 | 34 | 13  |
| 8.º  | El Porvenir         | 50  | 34 | 13 | 11 | 10 | 44 | 31 | 13  |
| 9.º  | Tigre               | 45  | 34 | 12 | 9  | 13 | 40 | 37 | 3   |
| 10.º | Platense            | 45  | 34 | 11 | 12 | 11 | 47 | 51 | -4  |
| 11.º | Central Córdoba (R) | 38  | 34 | 9  | 11 | 14 | 36 | 53 | -17 |
| 12.º | Deportivo Español   | 37  | 34 | 9  | 10 | 15 | 38 | 57 | -19 |
| 13.º | San Miguel          | 35  | 34 | 6  | 17 | 11 | 33 | 37 | -4  |
| 14.º | Nueva Chicago       | 33  | 34 | 5  | 18 | 11 | 25 | 41 | -16 |
| 15.º | Argentino (R)       | 30  | 34 | 7  | 9  | 18 | 37 | 55 | -18 |
| 16.º | All Boys            | 29  | 34 | 6  | 11 | 17 | 32 | 59 | -27 |
| 17.º | Temperley           | 25  | 34 | 4  | 13 | 17 | 27 | 55 | -28 |
| 18.º | Deportivo Morón     | 22  | 34 | 3  | 13 | 18 | 28 | 58 | -30 |

|  |                                 |
|  | Clasificados a la final.        |
|  | Jugaron por el segundo ascenso. |

## Final
Disputaron un cuadrangular entre Atlético de Rafaela, San Martín de Mendoza, Huracán y Quilmes, jugando dos partidos (ida y vuelta) a eliminación directa con ventaja deportiva para aquellos equipos que estaban mejor posicionados en la tabla, por lo que a igualdad de puntos y goles pasaban estos. Huracán se coronó campeón y ascendió directamente, luego de derrotar en la final a Quilmes.
|  | Semifinales           | Semifinales | Semifinales |   |         | Final       | Final       | Final       |  |
|  | 3/6 al 11/6           | 3/6 al 11/6 | 3/6 al 11/6 |   |         | 12/6 y 19/6 | 12/6 y 19/6 | 12/6 y 19/6 |  |
|  |                       |             |             |   |         |             |             |             |  |
|  |                       |             |             |   |         |             |             |             |  |
|  | Quilmes               | 2           | 0           |   |         |             |             |             |  |
|  | Quilmes               | 2           | 0           |   |         |             |             |             |  |
|  | Atlético de Rafaela   | 0           | 0           |   |         |             |             |             |  |
|  | Atlético de Rafaela   | 0           | 0           |   | Quilmes | 0           | 1           |             |  |
|  |                       |             |             |   | Quilmes | 0           | 1           |             |  |
|  |                       |             | Huracán     | 1 | 1       |             |             |             |  |
|  | San Martín de Mendoza | 1           | Huracán     | 1 | 1       | 1           |             |             |  |
|  | San Martín de Mendoza | 1           |             |   |         | 1           |             |             |  |
|  | Huracán               | 2           | 0           |   |         |             |             |             |  |
|  | Huracán               | 2           | 0           |   |         |             |             |             |  |
|  |                       |             |             |   |         |             |             |             |  |

El equipo situado arriba es local en el partido de ida.

## Segundo ascenso
El "Torneo Reducido" lo integraron los equipos que ocuparon del tercer al sexto puesto de las dos zonas. Jugaron encuentros de ida y vuelta a eliminación directa, con ventaja deportiva para aquellos equipos que estaban mejor posicionados en la tabla. San Martín (M) y Atlético de Rafaela se incorporaron en la segunda ronda, luego de perder en la instancia de semifinal por el campeonato. Por último, en semifinales se incorporó Quilmes, que perdió la final por el campeonato.
El ganador fue Los Andes, que ascendió a Primera División, categoría en la que no participaba desde hacía 29 años.
|  | Octavos de final        | Octavos de final | Octavos de final |           |   | Cuartos de final | Cuartos de final | Cuartos de final |  |  | Semifinales | Semifinales | Semifinales |  |  | Final      | Final      | Final      |
|  | 1/6 al 10/6             | 1/6 al 10/6      | 1/6 al 10/6      |           |   | 17/6 al 25/6     | 17/6 al 25/6     | 17/6 al 25/6     |  |  | 28/6 al 2/7 | 28/6 al 2/7 | 28/6 al 2/7 |  |  | 8/7 y 16/7 | 8/7 y 16/7 | 8/7 y 16/7 |
|  |                         |                  |                  |           |   |                  |                  |                  |  |  |             |             |             |  |  |            |            |            |
|  |                         |                  |                  |           |   |                  |                  |                  |  |  |             |             |             |  |  |            |            |            |
|  |                         |                  |                  |           |   |                  |                  |                  |  |  |             |             |             |  |  |            |            |            |
|  | Banfield                | 1                | 1                |           |   |                  |                  |                  |  |  |             |             |             |  |  |            |            |            |
|  | Banfield                | 1                | 1                |           |   |                  |                  |                  |  |  |             |             |             |  |  |            |            |            |
|  | Gimnasia (CdU)          | 0                | 1                |           |   |                  |                  |                  |  |  |             |             |             |  |  |            |            |            |
|  | Gimnasia (CdU)          | 0                | 1                | Banfield  | 5 | 1                |                  |                  |  |  |             |             |             |  |  |            |            |            |
|  |                         |                  |                  |           | 5 | 1                |                  |                  |  |  |             |             |             |  |  |            |            |            |
|  |                         | San Martín (M)   | 2                | 1         |   |                  |                  |                  |  |  |             |             |             |  |  |            |            |            |
|  |                         | San Martín (M)   | 2                | 1         |   |                  |                  |                  |  |  |             |             |             |  |  |            |            |            |
|  |                         |                  |                  |           |   |                  |                  |                  |  |  |             |             |             |  |  |            |            |            |
|  |                         |                  |                  |           |   |                  |                  |                  |  |  |             |             |             |  |  |            |            |            |
|  | Banfield                | 0                | 0                |           |   |                  |                  |                  |  |  |             |             |             |  |  |            |            |            |
|  | Banfield                | 0                | 0                |           |   |                  |                  |                  |  |  |             |             |             |  |  |            |            |            |
|  |                         | Los Andes        | 0                | 2         |   |                  |                  |                  |  |  |             |             |             |  |  |            |            |            |
|  | Juventud Antoniana      | Los Andes        | 0                | 2         | 4 | 0                |                  |                  |  |  |             |             |             |  |  |            |            |            |
|  | Juventud Antoniana      |                  |                  |           | 4 | 0                |                  |                  |  |  |             |             |             |  |  |            |            |            |
|  | Almagro                 | 3                | 4                |           |   |                  |                  |                  |  |  |             |             |             |  |  |            |            |            |
|  | Almagro                 | 3                | 4                | Almagro   | 0 | 0                |                  |                  |  |  |             |             |             |  |  |            |            |            |
|  |                         |                  |                  |           | 0 | 0                |                  |                  |  |  |             |             |             |  |  |            |            |            |
|  |                         | Los Andes        | 0                | 1         |   |                  |                  |                  |  |  |             |             |             |  |  |            |            |            |
|  | Independiente Rivadavia | Los Andes        | 0                | 1         | 0 | 0                |                  |                  |  |  |             |             |             |  |  |            |            |            |
|  | Independiente Rivadavia |                  |                  |           | 0 | 0                |                  |                  |  |  |             |             |             |  |  |            |            |            |
|  | Los Andes               | 0                | 2                |           |   |                  |                  |                  |  |  |             |             |             |  |  |            |            |            |
|  | Los Andes               | 0                | 2                | Los Andes | 2 | 1                |                  |                  |  |  |             |             |             |  |  |            |            |            |
|  |                         |                  |                  |           | 2 | 1                |                  |                  |  |  |             |             |             |  |  |            |            |            |
|  |                         | Quilmes          | 0                | 1         |   |                  |                  |                  |  |  |             |             |             |  |  |            |            |            |
|  | Arsenal                 | Quilmes          | 0                | 1         | 1 | 2                |                  |                  |  |  |             |             |             |  |  |            |            |            |
|  | Arsenal                 |                  |                  |           | 1 | 2                |                  |                  |  |  |             |             |             |  |  |            |            |            |
|  | San Martín (SJ)         | 1                | 1                |           |   |                  |                  |                  |  |  |             |             |             |  |  |            |            |            |
|  | San Martín (SJ)         | 1                | 1                | Arsenal   | 1 | 0                |                  |                  |  |  |             |             |             |  |  |            |            |            |
|  |                         |                  |                  |           | 1 | 0                |                  |                  |  |  |             |             |             |  |  |            |            |            |
|  |                         | Atlético Rafaela | 1                | 2         |   |                  |                  |                  |  |  |             |             |             |  |  |            |            |            |
|  |                         | Atlético Rafaela | 1                | 2         |   |                  |                  |                  |  |  |             |             |             |  |  |            |            |            |
|  |                         |                  |                  |           |   |                  |                  |                  |  |  |             |             |             |  |  |            |            |            |
|  |                         |                  |                  |           |   |                  |                  |                  |  |  |             |             |             |  |  |            |            |            |
|  | Atlético Rafaela        | 1                | 0                |           |   |                  |                  |                  |  |  |             |             |             |  |  |            |            |            |
|  | Atlético Rafaela        | 1                | 0                |           |   |                  |                  |                  |  |  |             |             |             |  |  |            |            |            |
|  |                         | Quilmes (*)      | 1                | 0         |   |                  |                  |                  |  |  |             |             |             |  |  |            |            |            |
|  |                         | Quilmes (*)      | 1                | 0         |   |                  |                  |                  |  |  |             |             |             |  |  |            |            |            |
|  |                         |                  |                  |           |   |                  |                  |                  |  |  |             |             |             |  |  |            |            |            |
|  |                         |                  |                  |           |   |                  |                  |                  |  |  |             |             |             |  |  |            |            |            |
|  |                         |                  |                  |           |   |                  |                  |                  |  |  |             |             |             |  |  |            |            |            |
|  |                         |                  |                  |           |   |                  |                  |                  |  |  |             |             |             |  |  |            |            |            |
|  |                         |                  |                  |           |   |                  |                  |                  |  |  |             |             |             |  |  |            |            |            |
|  |                         |                  |                  |           |   |                  |                  |                  |  |  |             |             |             |  |  |            |            |            |
|  |                         |                  |                  |           |   |                  |                  |                  |  |  |             |             |             |  |  |            |            |            |
|  |                         |                  |                  |           |   |                  |                  |                  |  |  |             |             |             |  |  |            |            |            |

El equipo situado arriba es local en el partido de ida.
(*) Clasificado por la ventaja deportiva.

## Tabla de Porcentual
Fue utilizada para determinar qué equipo disputaría la segunda Promoción por un lugar en la Primera División. Debió ser confeccionada ya que la zona Interior y la Metropolitana disputaron una cantidad distinta de partidos, con lo cual debió elaborarse un promedio para determinar qué equipo había obtenido más puntos en función de la cantidad de partidos jugados. La disputó el equipo mejor ubicado en esta tabla, sin contar a los ya ascendidos o clasificados a la otra Promoción.
| Pos  | Equipo                   | %    | Pts | PJ | PG | PE | PP | GF | GC | Dif |
| ---- | ------------------------ | ---- | --- | -- | -- | -- | -- | -- | -- | --- |
| 1.º  | Los Andes                | 1,85 | 63  | 34 | 16 | 15 | 3  | 47 | 31 | 16  |
| 2.º  | Quilmes                  | 1,85 | 63  | 34 | 17 | 12 | 5  | 62 | 42 | 20  |
| 3.º  | Almagro                  | 1,82 | 62  | 34 | 17 | 11 | 6  | 72 | 42 | 30  |
| 4.º  | Banfield                 | 1,74 | 59  | 34 | 18 | 8  | 8  | 48 | 28 | 20  |
| 5.º  | Atlético de Rafaela      | 1,70 | 51  | 30 | 16 | 3  | 11 | 42 | 35 | 7   |
| 6.º  | San Martín (M)           | 1,67 | 50  | 30 | 14 | 8  | 8  | 45 | 31 | 14  |
| 7.º  | San Martín (SJ)          | 1,63 | 49  | 30 | 13 | 10 | 7  | 41 | 32 | 9   |
| 8.º  | Arsenal                  | 1,62 | 55  | 34 | 14 | 13 | 7  | 47 | 32 | 15  |
| 9.º  | Gimnasia y Esgrima (CdU) | 1,57 | 47  | 30 | 13 | 8  | 9  | 40 | 32 | 8   |
| 10.º | Juventud Antoniana       | 1,53 | 46  | 30 | 14 | 4  | 12 | 44 | 43 | 1   |
| 11.º | Independiente Rivadavia  | 1,50 | 45  | 30 | 13 | 6  | 11 | 53 | 53 | 0   |

|  |                                                                          |
|  | Ascendió tras ganar el Torneo Reducido.                                  |
|  | Jugó la primera Promoción como perdedor de la final del Torneo Reducido. |
|  | Clasificado a la segunda Promoción como mejor ubicado en esta tabla.     |

## Promoción con Primera División
Esta fue la primera promoción que se jugó entre la categoría y la Primera División. La disputaron entre los que ocuparon el decimoséptimo (Instituto) y decimoctavo (Belgrano) del promedio del descenso de Primera División contra el perdedor de la final del Torneo Reducido y el equipo mejor posicionado en la Tabla Porcentual de la Primera B Nacional (Quilmes y Almagro). Los equipos que estaban en la máxima categoría tenían ventaja deportiva.
| Quilmes                                                 | 3 - 1 | Belgrano | 20 de julio de 2000 |
| Belgrano                                                | 3 - 1 | Quilmes  | 23 de julio de 2000 |
| Belgrano conservó la categoría por la ventaja deportiva |       |          |                     |

| Almagro                                                  | 1 - 0 | Instituto | 20 de julio de 2000 |
| Instituto                                                | 1 - 1 | Almagro   | 23 de julio de 2000 |
| Almagro ascendió a Primera División con un global de 2-1 |       |           |                     |

## Tabla de descenso
Fueron contabilizadas la presente temporada y las dos anteriores. En el caso de los equipos del interior descendieron dos equipos, mientras que en el de los metropolitanos descendieron cuatro, ya que se determinó que a partir del siguiente campeonato comenzara a disminuir la cantidad de clubes en la categoría.

### Interior
| Pos  | Equipo                   | Promedio | 1997/98 | 1998/99 | 1999/00 | Total | PJ |
| ---- | ------------------------ | -------- | ------- | ------- | ------- | ----- | -- |
| 1.º  | Atlético de Rafaela      | 1,555    | 45      | 44      | 51      | 140   | 90 |
| 2.º  | Juventud Antoniana       | 1,533    | -       | 46      | 46      | 92    | 60 |
| 3.º  | Independiente Rivadavia  | 1,500    | -       | -       | 45      | 45    | 30 |
| 4.º  | San Martín (SJ)          | 1,477    | 48      | 36      | 49      | 133   | 90 |
| 5.º  | Atlético Tucumán         | 1,433    | 43      | 57      | 29      | 129   | 90 |
| 6.º  | Almirante Brown (A)      | 1,411    | 45      | 42      | 40      | 127   | 90 |
| 7.º  | Gimnasia y Esgrima (CdU) | 1,400    | -       | 37      | 47      | 84    | 60 |
| 8.º  | Villa Mitre              | 1,366    | -       | -       | 41      | 41    | 30 |
| 9.º  | San Martín (T)           | 1,344    | 47      | 46      | 28      | 121   | 90 |
| 10.º | San Martín (M)           | 1,288    | 28      | 38      | 50      | 116   | 90 |
| 11.º | Godoy Cruz               | 1,277    | 42      | 30      | 43      | 115   | 90 |
| 12.º | Racing (C)               | 1,266    | -       | -       | 38      | 38    | 30 |
| 13.º | Olimpo                   | 1,255    | 29      | 43      | 41      | 113   | 90 |
| 14.º | Cipolletti               | 1,222    | 34      | 53      | 23      | 110   | 90 |
| 15.º | Gimnasia y Tiro (S)      | 1,216    | -       | 33      | 40      | 73    | 60 |
| 16.º | Aldosivi                 | 1,211    | 36      | 42      | 31      | 109   | 90 |

|  | Descendieron al Torneo Argentino A. |

### Metropolitana
| Pos  | Equipo              | Promedio | 1997/98 | 1998/99 | 1999/00 | Total | PJ |
| ---- | ------------------- | -------- | ------- | ------- | ------- | ----- | -- |
| 1.º  | Huracán             | 1,882    | -       | -       | 64      | 64    | 34 |
| 2.º  | Banfield            | 1,708    | 62      | 43      | 59      | 164   | 96 |
| 3.º  | Arsenal             | 1,645    | 46      | 57      | 55      | 158   | 96 |
| 4.º  | Quilmes             | 1,645    | 48      | 47      | 63      | 158   | 96 |
| 5.º  | El Porvenir         | 1,439    | -       | 45      | 50      | 95    | 66 |
| 6.º  | Defensa y Justicia  | 1,437    | 42      | 44      | 52      | 138   | 96 |
| 7.º  | Los Andes           | 1,437    | 48      | 28      | 63      | 138   | 96 |
| 8.º  | Central Córdoba (R) | 1,343    | 48      | 43      | 38      | 129   | 96 |
| 9.º  | Tigre               | 1,333    | -       | 43      | 45      | 88    | 66 |
| 10.º | Platense            | 1,323    | -       | -       | 45      | 45    | 34 |
| 11.º | All Boys            | 1,312    | 46      | 51      | 29      | 126   | 96 |
| 12.º | San Miguel          | 1,281    | 45      | 43      | 35      | 123   | 96 |
| 13.º | Almagro             | 1,250    | 22      | 36      | 62      | 120   | 96 |
| 14.º | Nueva Chicago       | 1,218    | 40      | 44      | 33      | 117   | 96 |
| 15.º | Deportivo Español   | 1,212    | -       | 43      | 37      | 80    | 66 |
| 16.º | Argentino (R)       | 0,882    | -       | -       | 30      | 30    | 34 |
| 17.º | Deportivo Morón     | 0,833    | 30      | 28      | 22      | 80    | 96 |
| 18.º | Temperley           | 0,735    | -       | -       | 25      | 25    | 34 |

|  | Descendieron a la Primera B Metropolitana. |

## Descensos
Por la zona Metropolitana descendieron Deportivo Español, Argentino (Rosario), Deportivo Morón y Temperley por tener peor promedio entre los clubes metropolitanos. Mientras que por la Zona Interior fueron Gimnasia y Tiro (Salta) y Aldosivi (MdP) los que descendieron por peor promedio.

## Temporadas disputadas
| Campeonatos disputados | Campeonatos disputados | Campeonatos disputados |
| ---------------------- | ---------------------- | ---------------------- |
| Campeonato 1986/87     | Campeonato 1996/97     | Campeonato 2006/07     |
| Campeonato 1987/88     | Campeonato 1997/98     | Campeonato 2007/08     |
| Campeonato 1988/89     | Campeonato 1998/99     | Campeonato 2008/09     |
| Campeonato 1989/90     | Campeonato 1999/00     | Campeonato 2009/10     |
| Campeonato 1990/91     | Campeonato 2000/01     | Campeonato 2010/11     |
| Campeonato 1991/92     | Campeonato 2001/02     | Campeonato 2011/12     |
| Campeonato 1992/93     | Campeonato 2002/03     | Campeonato 2012/13     |
| Campeonato 1993/94     | Campeonato 2003/04     | Campeonato 2013/14     |
| Campeonato 1994/95     | Campeonato 2004/05     |                        |
| Campeonato 1995/96     | Campeonato 2005/06     |                        |